# Noordzeeweg (Groningen)
De Noordzeeweg is een weg vanuit de stad Groningen in noordelijke richting. De weg vormt vanuit de stad gezien het eerste deel van de route naar de Eemshaven. De Noordzeeweg begint iets ten zuiden van de Noordzeebrug over het Van Starkenborghkanaal en loopt tot aan de gemeentegrens met Bedum, waar de weg van naam verandert in Eemshavenweg.
De weg maakt deel uit van twee provinciale wegen, de N370 en de N46. Het zuidelijke deel is genummerd als N370, vanaf de afrit bij Noorderhoogebrug is de weg als N46 genummerd.
Halverwege de jaren 70 werd de weg van Groningen naar de Eemshaven aangelegd. Toen het oostelijke deel van de Groninger ring gereed was, werd een deel van de Noordzeeweg onderdeel van de N370.